# Tristan Thompson
Tristan Trevor James Thompson (* 13. März 1991 in Brampton, Ontario) ist ein kanadischer Basketballspieler. Er steht bei den Cleveland Cavaliers in der NBA unter Vertrag.

## Karriere
Nachdem Thompson ein Jahr für die Longhorns genannte Hochschulmannschaft der University of Texas gespielt hatte, entschied er, sich zum NBA-Draft anzumelden. Im NBA-Draft 2011 wurde er an vierter Stelle von den Cleveland Cavaliers ausgewählt. Gemeinsam mit Kyrie Irving, der einige Minuten zuvor an erster Stelle von den Cavaliers aufgerufen wurde, galten beide als Hoffnungsträger der Franchise aus Ohio.
In seiner Debütsaison erzielte Thompson 8,2 Punkte und 6,5 Rebounds pro Spiel. Er wurde am Ende der Saison ins NBA All-Rookie-Second Team berufen. In seinem zweiten Jahr stand Thompson in allen 82 Spielen in der Anfangsaufstellung und erzielte dabei 11,7 Punkte und 9,4 Rebounds pro Spiel.
In seiner vierten Spielzeit verlor Thompson nach der Verpflichtung von All-Star Kevin Love seinen Platz in der Startaufstellung und kam fortan meist von der Bank aus ins Spiel. Er erzielte dennoch 8,5 Punkte sowie 8,0 Rebounds im Schnitt und wiese eine Feldwurftrefferquote von 54,7 % auf, was seinen bisherigen NBA-Höchstwert bedeutete. Im selben Jahr erreichte Thompson mit den Cavaliers das NBA-Finale. Thompson kam zugute, dass Kevin Love verletzt ausfiel, und hatte mit 9,6 Punkten und 10,8 Rebounds im Schnitt in 20 Playoffspielen (15 Mal in der Anfangsaufstellung) großen Anteil am Erreichen der NBA-Finalserie. Dort unterlag man den Golden State Warriors.
2016 erreichte Thompson mit den Cavaliers wieder das NBA-Finale und gewann an der Seite von LeBron James seine erste NBA-Meisterschaft. Auch 2017 und 2018 stand Thompson im Aufgebot, als Cleveland das Finale erreichte, jedoch beide Male den Golden State Warriors unterlagen. Mit dem Abgang von James im Sommer 2018 erhielt Thompson bei den neuaufbauenden Cavaliers mehr Spielzeit und erzielte in der Saison 2018/19 mit 10,9 Punkten und 10,2 Rebounds erstmals ein Double-Double im Schnitt. Nach einer weiteren Saison bei den Cavaliers verließ er die Mannschaft im Herbst 2020 nach neun Jahren und schloss sich den Boston Celtics an. Dort knüpfte er nicht an die zuletzt in Cleveland gezeigten Leistungen an (7,6 Punkte, 8,1 Rebounds je Begegnung).
In der Saison 2021/22 stand der Kanadier zunächst bei den Sacramento Kings unter Vertrag, bei den Kaliforniern sank seine Einsatzzeit auf rund 15 Minuten je Begegnung und war damit so gering wie keinem seiner vorherigen NBA-Spieljahre. Im Februar 2022 wurde er an die Indiana Pacers abgegeben, im selben Monat trennte man sich wieder und Thompson unterschrieb wenige Tage später einen Vertrag bei den Chicago Bulls. Er blieb bis zum Ende der Saison 2021/22 in Chicago und war danach vereinslos. Im April 2023 wurde der Kanadier von den Los Angeles Lakers verpflichtet.
Nach einem auf Ibutamoren und SARM LGD-4033  positiven Dopingtest wurde Thompson im Januar 2024 für 25 Spiele gesperrt.

## Privates
Thompson war mit der US-amerikanischen Reality-Show-Teilnehmerin Khloé Kardashian liiert. Im April 2018 wurden die beiden Eltern einer Tochter namens True. Sie trennten sich im Februar 2019. Thompson und Kardashian fanden wieder zusammen und ließen ein weiteres gemeinsames Kind durch eine Leihmutter austragen. Ihr Sohn Tatum wurde im August 2022 geboren. Davor trennte sich das Paar jedoch wieder, nachdem bekannt wurde, dass Thompson während der Beziehung eine Affäre mit einer anderen Frau hatte, aus der ein gemeinsamer Sohn entstand.

## Karriere-Statistiken

### NBA

#### Hauptrunde
| Saison  | Team                           | GP  | GS  | MPG  | FG % | 3P % | FT % | RPG  | APG | SPG | BPG | PPG  |
| ------- | ------------------------------ | --- | --- | ---- | ---- | ---- | ---- | ---- | --- | --- | --- | ---- |
| 2011–12 | Cleveland                      | 60  | 25  | 23.7 | .439 | .000 | .552 | 6.5  | 0.5 | 0.5 | 1.0 | 8.2  |
| 2012–13 | Cleveland                      | 82  | 82  | 31.3 | .488 | .000 | .608 | 9.4  | 1.3 | 0.7 | 0.9 | 11.7 |
| 2013–14 | Cleveland                      | 82  | 82  | 31.6 | .477 | .000 | .693 | 9.2  | 0.9 | 0.5 | 0.4 | 11.7 |
| 2014–15 | Cleveland                      | 82  | 15  | 26.8 | .547 | —    | .641 | 8.0  | 0.5 | 0.4 | 0.7 | 8.5  |
| 2015–16 | Cleveland                      | 82  | 34  | 27.7 | .588 | —    | .616 | 9.0  | 0.8 | 0.5 | 0.6 | 7.9  |
| 2016–17 | Cleveland                      | 78  | 78  | 29.9 | .600 | .000 | .498 | 9.2  | 1.0 | 0.5 | 1.1 | 8.1  |
| 2017–18 | Cleveland                      | 53  | 22  | 20.2 | .562 | —    | .544 | 6.6  | 0.6 | 0.3 | 0.3 | 5.8  |
| 2018–19 | Cleveland                      | 43  | 40  | 27.9 | .529 | —    | .642 | 10.2 | 2.0 | 0.7 | 0.4 | 10.9 |
| 2019–20 | Cleveland                      | 57  | 51  | 30.2 | .512 | .391 | .615 | 10.1 | 2.1 | 0.6 | 0.9 | 12.0 |
| 2020–21 | Boston                         | 54  | 43  | 23.8 | .518 | .000 | .592 | 8.1  | 1.2 | 0.4 | 0.6 | 7.6  |
| 2021–22 | Sacramento / Indiana / Chicago | 57  | 6   | 15.7 | .528 | .333 | .526 | 5.1  | 0.6 | 0.4 | 0.4 | 6.0  |
| 2023–24 | Cleveland                      | 49  | 0   | 11.2 | .608 | .000 | .288 | 3.6  | 1.0 | 0.2 | 0.3 | 3.3  |
| Gesamt  | Gesamt                         | 779 | 478 | 25.8 | .521 | .256 | .597 | 8.1  | 1.0 | 0.5 | 0.7 | 8.7  |

#### Play-offs
| Saison  | Team       | GP  | GS | MPG  | FG % | 3P % | FT % | RPG  | APG | SPG | BPG | PPG  |
| ------- | ---------- | --- | -- | ---- | ---- | ---- | ---- | ---- | --- | --- | --- | ---- |
| 2014–15 | Cleveland  | 20  | 15 | 36.4 | .558 | —    | .585 | 10.8 | 0.5 | 0.3 | 1.2 | 9.6  |
| 2015–16 | Cleveland  | 21  | 21 | 29.6 | .527 | —    | .575 | 9.0  | 0.7 | 0.4 | 0.9 | 6.7  |
| 2016–17 | Cleveland  | 18  | 18 | 31.2 | .587 | —    | .667 | 8.3  | 1.4 | 0.5 | 0.7 | 8.2  |
| 2017–18 | Cleveland  | 19  | 11 | 21.9 | .590 | .000 | .741 | 5.9  | 0.6 | 0.1 | 0.4 | 6.2  |
| 2020–21 | Boston     | 5   | 5  | 26.4 | .588 | —    | .706 | 9.8  | 1.0 | 0.8 | 1.2 | 10.4 |
| 2021–22 | Chicago    | 5   | 0  | 7.6  | .400 | —    | —    | 1.6  | 0.4 | 0.2 | 0.0 | 0.8  |
| 2022–23 | LA. Lakers | 6   | 0  | 5.3  | .455 | —    | .200 | 1.7  | 0.3 | 0.0 | 0.0 | 1.8  |
| 2023–24 | Cleveland  | 10  | 0  | 8.7  | .438 | —    | .500 | 2.0  | 1.0 | 0.1 | 0.5 | 1.5  |
| Gesamt  | Gesamt     | 104 | 70 | 25.2 | .557 | .000 | .617 | 7.2  | 0.8 | 0.3 | 0.7 | 6.5  |

## Erfolge und Auszeichnungen
- 2016: NBA-Meister
- 2012: NBA All-Rookie Second Team